# Allmän ordning
Allmän ordning är ett begrepp inom lagstiftning, i svensk rätt ofta använt i formuleringen "allmän ordning och säkerhet". Begreppet är svårt att definiera exakt, men syftar på den ordning som råder i samhället, på bland annat offentliga och allmänna platser och sammankomster, på offentliga tillställningar och i kollektivtrafik. Den allmänna ordningen kan sägas vara den ordning som ska råda för att människor ska kunna känna sig trygga och säkra när de vistas på allmänna platser och deltar i allmänna sammankomster. Att störa den allmänna ordningen kan ibland beskrivas som brott mot allmän ordning men är inte nödvändigtvis ett brott. Allmän ordning behandlas främst i Ordningslagen och i Brottsbalkens 16 kapitel.

## Ordningslagen
Ordningslag (1993:1617) innehåller särskilda föreskrifter som gäller allmän ordning och säkerhet. Dess tredje kapitel behandlar "allmän ordning och säkerhet". Där regleras användandet av offentliga platser och vilka tillstånd som krävs. Där står också om farliga byggnader, skyltar, ställningar och istappar, och vem som är ansvarig för dessa. Ordningslagen tar även upp skjutning och sprängning på allmän plats.

### Lokala ordningsföreskrifter
Enligt ordningslagens 3 kapitel, 8-10 §§ får en kommun meddela ytterligare föreskrifter som krävs för att upprätthålla allmän ordning. De flesta kommuner har sådana föreskrifter. Dessa brukar till exempel reglera sådant som buller, affischering, kopplingstvång på hundar, fyrverkerier, förbud att förtära alkohol med mera. 

## Brott mot den allmänna ordningen
Brottsbalkens 16 kapitel listar "brott mot allmän ordning". Dessa inkluderar: 
- Upplopp (Böter eller fängelse i högst två år. Anstiftare och anförare fängelse i högst fyra år.)
- Våldsamt upplopp (Böter eller fängelse i högst fyra år. Anstiftare och anförare fängelse i högst tio år.)
- Ohörsamhet mot ordningsmakten (Böter eller fängelse i högst sex månader.)
- Störande av förrättning eller av allmän sammankomst (Böter eller fängelse i högst sex månader.)
- Uppvigling (Böter eller fängelse i högst sex månader, grovt brott fängelse i högst fyra år.)
- Myteri (Böter eller fängelse i högst fyra år. Anstiftare och anförare fängelse i högst sex år. Grovt brott fängelse i högst tio år.)
- Hets mot folkgrupp (Fängelse i högst två år, ringa brott till böter. Är brottet grovt döms till fängelse i lägst sex månader och högst fyra år.)
- Olaga diskriminering (Böter eller fängelse i högst ett år.)
- Brott mot griftefriden (Böter eller fängelse i högst två år.)
- Barnpornografibrott (Fängelse i högst två år, ringa brott böter eller fängelse i högst sex månader. Grovt brott fängelse i lägst sex månader och högst sex år.)
- Olaga våldsskildring (Böter eller fängelse i högst två år.)
- Otillåten utlämning av teknisk upptagning (Böter eller fängelse i högst sex månader.)
- Otillåtet förfarande med pornografisk bild (Böter eller fängelse i högst sex månader.)
- Förledande av ungdom (Böter eller fängelse i högst sex månader.)
- Djurplågeri (Böter eller fängelse i högst två år.)
- Dobbleri (Böter eller fängelse i högst två år, grovt brott fängelse i lägst sex månader och högst fyra år.)
- Falskt larm (Böter eller fängelse i högst ett år, grovt brott fängelse i lägst sex månader och högst fyra år.)
- Missbruk av larmanordning (Böter eller fängelse i högst sex månader.)
- Förargelseväckande beteende (Penningböter.)

## Polisen
Enligt Polislag (1984:387) 1 § "skall polisens arbete syfta till att upprätthålla allmän ordning och säkerhet samt att i övrigt tillförsäkra allmänheten skydd och annan hjälp." Enligt 2 § i samma lag hör det till polisens uppgifter att:
1. förebygga brott och andra störningar av den allmänna ordningen eller säkerheten,
2. övervaka den allmänna ordningen och säkerheten, hindra störningar därav samt ingripa när sådana har inträffat.

Det är polisens uppgift att upprätthålla den allmänna ordningen. De poliser som vi vanligtvis ser på gator och torg betecknas därför ordningspoliser.
Polisen har, enligt Polislagen 10 § rätt att använda våld "i den mån andra medel är otillräckliga" och det är "undgängligen nödvändig för den allmänna ordningens eller säkerhetens upprätthållande." I 13 och 24 §§ i Polislagen anges de tvångsmedel som polisen har rätt att använda för att skydda den allmänna ordningen. Enligt dessa paragrafer får polisen avvisa, avlägsna, omhänderta eller vägra en person tillträde om det är nödvändigt för att allmän ordning och säkerhet skall kunna upprätthållas.
Det är också polisen som ger tillstånd till att anordna allmänna sammankomster, offentliga tillställningar eller till att använda en offentlig plats på ett annat sätt än den är avsedd.

### Ordningsvakter

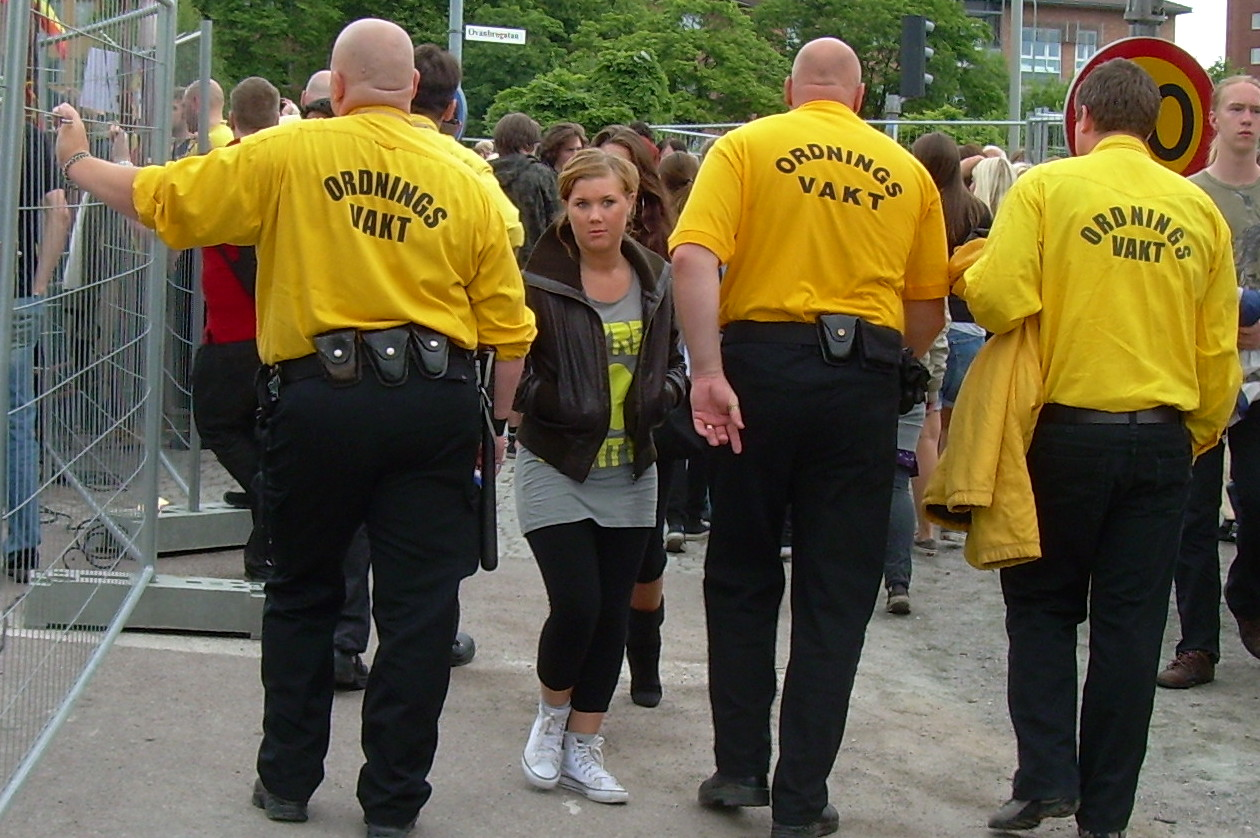
Ordningsvakter vid Peace & Love i Borlänge 2007.

Ordningsvakt är en vakt som har till uppgift att medverka till att upprätthålla allmän ordning och säkerhet. Ordningsvakter förordnas av polisen och lyder under denna, även om ordningsvakterna inte är anställda av polisen. 
Ordningsvakter får förordnas att tjänstgöra på bland annat allmänna sammankomster och offentliga tillställningar, idrottsplatser eller liknande, eller lokaler eller utrymmen där alkoholdrycker serveras. Dessutom får de tjänstgöra på andra platser där det finns ett särskilt behov, som köpcentrum och kollektivtrafik. Vanligtvis är en ordningsvakt anställd direkt av en restaurang eller arrangör eller så jobbar de för ett auktoriserat bevakningsföretag.
Liksom polisen har ordningsvakten vissa tvångsmedel för att upprätthålla allmän ordning. Ordningsvakten får avvisa, avlägsna eller omhänderta någon enligt Polislagens 13 § om "någon genom sitt uppträdande stör den allmänna ordningen eller utgör en omedelbar fara för denna" eller "om en sådan åtgärd behövs för att en straffbelagd handling skall kunna avvärjas."